# Jewgienij Jerofajłow
Jewgienij Anatoljewicz Jerofajłow (ros. Евгений Анатольевич Ерофайлов, ur. 29 sierpnia 1975 w Moskwie) – rosyjski, a później uzbecki zapaśnik w stylu klasycznym. Olimpijczyk z Sydney 2000, gdzie zajął jedenaste miejsce w kategorii do 76 kg.
Czterokrotny uczestnik mistrzostw świata, ósmy w 2001. Czwarty na igrzyskach azjatyckich w 2002. Złoty medalista igrzysk w Centralnej Azji w 1999. Srebrny medal mistrzostw Azji w 2003 i trzeci w 2001. Jako junior występował w barwach Rosji.